# Donato Gama da Silva
Donato Gama da Silva (Rio de Janeiro, 1962. december 30. –) brazil születésű spanyol válogatott labdarúgó.

## Pályafutása

### Klubcsapatban
Rio de Janeiroban született. Profi pályafutását az America FC csapatában kezdte, ahonnan 1984-ben a Vasco da Gama-hoz igazolt. A következő négy évet itt töltötte, mielőtt leigazolta az Atlético Madrid 1988-ban. Az Atlético játékosaként két spanyol kupát nyert (1991, 1992). 1993-ban a Deportivo La Coruña csapatához távozott, ahol olyan csapattársai voltak ebben az időben, mint  Bebeto, Mauro Silva, Miroslav Đukić és Fran. 
Az első két szezonjában 18 alkalommal volt eredményes. 1995-ben spanyol kupát és spanyol szuperkupát nyertek. Az 1999–2000-es szezonban a Deportivo első spanyol bajnoki címét szerezték meg. 2002 novemberében egy 43 éves rekordot szakított meg, azzal, hogy 40 évesen a spanyol bajnokság legidősebb gólszerzője lett.

### A válogatottban
1994 és 1996 között 12 alkalommal szerepelt a spanyol válogatottban és 3 gólt szerzett. Részt vett az 1996-os Európa-bajnokságon.

## Sikerei, díjai
Atlético Madrid
- Spanyol kupa (2): 1990–91, 1991–92

Deportivo La Coruña
- Spanyol bajnok (1): 1999–00
- Spanyol kupa (2): 1994–95, 2001–02
- Spanyol szuperkupa (3): 1995, 2000, 2002

## Külső hivatkozások
- Donato Gama da Silva adatlapja a National-Football-Teams.com oldalon (angolul)

- Donato Gama da Silva (angol nyelven). eu-football.info
- Donato Gama da Silva (angol nyelven). BDFutbol.com
- Deportivo archivum (angol nyelven). deportivo-la-coruna.com. [2006. június 24-i dátummal az eredetiből archiválva]. (Hozzáférés: 2018. február 21.)